# Hitkrant
Hitkrant was een Nederlands muziektijdschrift dat verscheen tussen 1977 en 2017.
Na de verschijning laatste tweewekelijkse papieren editie op 28 maart 2017 heeft het 'blad' nog online bestaan tot 2020 als gratis toegankelijk online-platform.

## Geschiedenis
Op 3 oktober 1975 verscheen De Nationale Hitparade Krant. Het weekblad, dat aanvankelijk slechts acht pagina's telde, was een initiatief van ex-muziekuitgever Willem Jan van de Wetering en werd op de markt gebracht door uitgeverij Keihard & Swingend, tevens de uitgever van Muziekkrant OOR. De Nationale Hitparade Krant werd in een oplage van ruim 100.000 exemplaren gratis verspreid in platenwinkels. Het blad diende ter promotie van de gelijknamige hitlijst, de Nationale Hitparade, die destijds in een hevige concurrentiestrijd was verwikkeld met de Nederlandse Top 40. In reactie op het verschijnen van De Nationale Hitparade Krant werd het gedrukte exemplaar van de Nederlandse Top 40, dat eveneens gratis werd verspreid in platenwinkels, uitgebreid van vier naar zes pagina's. 
In januari 1977 werd De Nationale Hitparade Krant omgezet in het (niet langer gratis) weekblad Hitkrant, onder redactie van Ruud van Dulkenraad (voormalig hoofdredacteur van Muziek Expres), Constant Meijers (die het concept voor de Hitkrant bedacht) en Ton Vingerhoets. De lancering ervan had nogal wat voeten in de aarde: dat gebeurde, vrijwel onaangekondigd, eind 1976 tijdens een promotiebezoek van ABBA aan Nederland, waar ze een aantal gouden platen én het eerste exemplaar van het nieuwe muziekblad kregen uitgereikt. Bovendien kregen ze de eerste Hitkrant Trofee voor beste groep van 1976. De presentatie leidde tot boze reacties van andere media die geen foto's met daarop een concurrerend blad wilden afdrukken.
In 1978 werd het blad, samen met Muziekkrant OOR, verkocht aan Elsevierdochter Bonaventura. Hitkrant (en OOR) bleven tot aan de jaren negentig bij Elsevier, totdat Telegraaf Tijdschriften Groep de publieksbladen van Elsevier overnam.
In 1982 sloot Hitkrant een overeenkomst met het Vlaamse popweekblad Joepie, dat toen in Nederland een oplage van 15.000 exemplaren had. Voortaan zou Hitkrant wekelijks 32 pagina's over internationale onderwerpen uit Joepie overnemen, voor een dubbeltje per pagina, en die toevoegen aan de eigen 24 bladzijden. In ruil daarvoor trok Joepie zich terug van de Nederlandse markt. In april 1993 werd de samenwerking beëindigd.
Anders dan (voormalige) concurrenten als Break-Out!, Popfoto, Muziek Expres en Muziek Parade, had Hitkrant in eerste instantie minder last van de terugval in de verkopen van popbladen. Sinds 1 januari 2013 werd Hitkrant uitgegeven door ZPRESS Young. Inmiddels was het blad zich voornamelijk gaan richten op tienermeiden, met daarbij niet meer de focus op louter muziek maar ook op andere zaken die deze doelgroep interessant vindt. De malaise op de tijdschriftenmarkt (zie hieronder voor de oplagecijfers) had uiteindelijk toch invloed op Hitkrant, want op 28 maart 2017 verscheen de laatste tweewekelijkse Hitkrant. Er bleven wel tweemaandelijkse "Poster Specials" verschijnen plus een online platform.
Op 27 juli 2019 overleed de oprichter van De Nationale Hitparade Krant Willem Jan van de Wetering op 72-jarige leeftijd.

## Oplagecijfers
- 1980: 36.830
- 1981: 30.838
- 1982: 27.750
- 1985: 73.300
- 1986: 59.662
- 1987: 80.438
- 1988: 75.215
- 1989: 56.731
- 1990: 48.484
- 1995: 60.238
- 2000: 60.291
- 2005: 50.802
- 2006: 42.707
- 2007: 47.962
- 2008: 48.872
- 2010: 35.803
- 2011: 30.638
- 2013: 26.325
- 2016: 10.875

## Vorm
Hitkrant kwam tot eind maart 2017 elke twee weken uit. In deze uitgaves stonden verschillende rubrieken, zoals On Ya Mind, Newsflash, Q&A, Beauty, Hot Interview, 100% Stars, Street talk, Fashion Talk, Story of my life en de horoscoop. Ook zitten er XXL posters in Hitkrant en enkele A4 bladposters.
Sinds 2010 zaten er geen grote posters meer in Hitkrant, maar een aantal kleine (minimaal drie), en soms waren er posterspecials bijgevoegd, waarvan het aantal posters op zijn hoogst 76 was . De grote posters keerden in 2012 terug in het blad. Ook stonden er meestal 4 agendaposter in op de achterkant of andere 'goodies' zoals maskers of knutselartikelen.
Naast de Poster Specials verschijnt ook ieder jaar een schoolagenda van Hitkrant, die in de boekhandel te koop is.

## Publicaties
- Henk van Gelder en Hester Carvalho: Gouden tijden. Vijftig jaar Nederlandse popbladen. Amsterdam, Uitgeverij Jan Mets, 1993. ISBN 90-5330-121-6